# 497 a.C.

## Eventos
- Aulo Semprônio Atratino e Marco Minúcio Augurino, cônsules romanos.[1]
- Fundado, em Roma, o templo de Saturno, e instituídas as festas chamadas de saturnálias.[2]
- Pitágoras morreu

## Nascimentos
- Sófocles, o poeta.[3]